# 川重冷熱工業
川重冷熱工業株式会社（かわじゅうれいねつこうぎょう、KTE、英: Kawasaki Thermal Engineering Co., Ltd.）は、滋賀県草津市に本店を置く汎用ボイラー・吸収冷温水機メーカー。
川崎重工業株式会社の子会社で、川崎重工グループに属する。

## 沿革
- 1899年（明治32年）- 川崎重工業に合併される前の大坂汽車製造（大阪府大阪市西区：現・此花区）において、コルニッシュボイラ（炉筒ボイラ）の製造を開始。

- 1968年（昭和43年）- 汽車製造大阪工場において、世界初の二重効用吸収冷温水機を製造開始。
- 1972年（昭和47年）- 汽車製造が川崎重工に合併される。汽車製造の後身会社の一つとして、川重冷熱サービス株式会社の商号で現社設立。
- 1977年（昭和52年）- 世界初の大型舶用吸収冷凍機の製造開始。
- 1978年（昭和53年）- 川重冷熱工業株式会社に社名変更。
- 1984年（昭和59年）- 川崎重工業から吸収式冷凍機・ボイラー製造部門の移管を受ける。
- 1990年（平成2年）- 店頭市場（現・JASDAQ）に株式公開。
- 1997年（平成9年）- ISO9001認証取得。
- 2000年（平成12年）- 大型貫流ボイラ「イフリート」・吸収冷温水機「シグマエース」販売開始
- 2001年（平成13年）- 大手ガス3社（東京ガス・大阪ガス・東邦ガス）による吸収冷温水機の推奨制度「吸収式グリーン制度」の第1号機にシグマエース1.4シリーズが選定される。
- 2002年（平成14年）- 石川島播磨重工業（現・IHI）の子会社石川島汎用ボイラ（現・IHI汎用ボイラ）と汎用ボイラ事業における業務提携を締結。滋賀工場ISO14001認証取得。
- 2005年（平成17年）- 中型吸収冷温水機「シグマミディ」を発売。世界で初めて三重効用吸収冷温水機を発売開始。
- 2009年（平成21年）
  - 大型貫流ボイラー「イフリート」が「日本ガス協会　技術賞」を受賞
  - 大型貫流ボイラー「イフリートビート」が2009年度グッドデザイン賞受賞
- 2013年（平成25年） 
  - 吸収冷温水機「エフィシオ」販売開始
  - 吸収冷温水機「エフィシオ」が『十大新製品賞』（日刊工業新聞社制定）本賞受賞
- 2015年（平成27年）- 大型貫流ボイラ「イフリートフェルサ」 販売開始
- 2016年（平成28年）- 小型貫流ボイラ「ウィルヒート」 販売開始
- 2021年（令和3年）
  - 7月29日 - JASDAQ上場廃止
  - 8月1日 - 簡易株式交換により川崎重工業の完全子会社となる[2]
- 2022年（令和4年）6月7日 - 親会社の川崎重工は、川重冷熱工業が製造、販売する一部の吸収式冷凍機において、出荷前検査と顧客の立会検査で長年にわたり不正行為があったと発表した[3]。
  - その後、調査の過程で不正検査が次々と発覚、2023年（令和5年）3月24日段階の不正検査件数は3585台に拡大した[4]。
  - 東大阪市に対しては2003年（平成15年）に性能を満たさない空調設備を引き渡した経緯を説明、お詫び金20万円の支払いを申し入れた。しかし市側は設備に不具合は無かったことを認めつつも申し入れを拒絶[5]。2023年（令和5年）6月、東大阪市議会は、川重冷熱に対し約5100万円の損害賠償請求を行う案を可決。さらに東大阪市は同年7月、川重冷熱工業に対して1年間の入札参加停止処分を行った[6]。

## 所在地
- 登記上本店・滋賀工場 - 滋賀県草津市青地町1000
- 大阪本社 - 大阪市東淀川区東中島1丁目19-4（ルーシッドスクエア新大阪）
- 東京本社 - 東京都江東区木場1丁目5-25（深川ギャザリア タワーS棟）

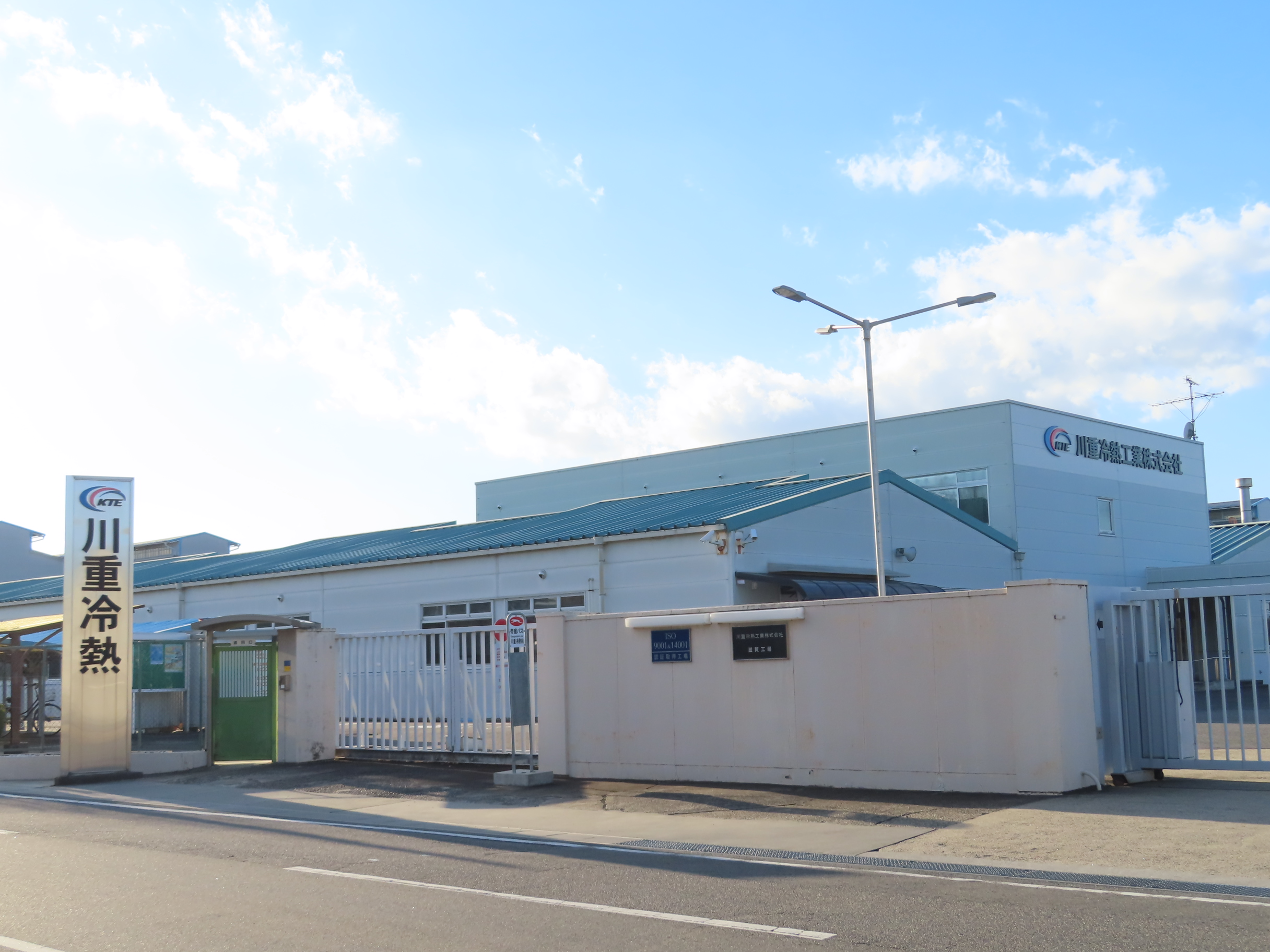
滋賀工場（滋賀県草津市）